# American Society of Heating, Refrigerating and Air Conditioning Engineers
American Society of Heating, Refrigerating and Air Conditioning Engineers (ASHRAE) er en international teknisk organisation for alle individuelle og organisationer interesseret i opvarmning, ventilation, luftkonditionering og køling (HVAC&R). Organisationen har omkring 50.000 medlemmer og har hovedkvarter i Atlanta, Georgia, USA.
Én af ASHRAE internationale aktiviteter, er at hjælpe med at organisere internationale begivenheder.

## Historie
ASHRAE blev grundlagt i 1894 ved et møde af ingeniører i New York City, tidligere hovedkvarter ved 345 East 47th Street på Manhattan, og har afholdt et årligt møde siden 1895.
Indtil 1954 var organisationen kendt som American Society of Heating and Ventilating Engineers (ASHVE); dette år ændredes navnet til American Society of Heating and Air-Conditioning Engineers (ASHAE).
Dens nuværende navn og organisation kom fra fusionen i 1959 mellem ASHAE og American Society of Refrigerating Engineers (ASRE). Resultatet ASHRAE, på trods af at den har American i navnet, er en indflydelsesrig international organisation.